# Personnage de théâtre
Pour les articles homonymes, voir Personnage.
Cet article décrit les personnages dans le domaine théâtral.

## Personnage de théâtre
Il y a plusieurs définitions du terme personnage dans l'art de l'interprétation dramatique (théâtre et cinéma). On pourrait dire que chaque école possède sa propre définition, et même pousser les choses plus loin : chaque artiste de scène a sa propre vision de ce qu'est la notion de personnage (et celle-ci peut même aller jusqu'à varier pour un même acteur d'une interprétation à une autre), il est donc difficile de décrire cette notion simplement. 
Au théâtre le personnage n'existe pas en tant que tel c'est un caractère. Hérité du théâtre antique (tragédie et comédie). Il est donc un stéréotype. Même dans le théâtre contemporain (XXe et XXIe siècles) la désignation de caractère garde son sens. Le mot personnage est à réserver au roman. 

### Personnage et jeu réaliste
Personne fictive mise en action et en situation dans une œuvre théâtrale.
Nous pouvons dire qu'à l'heure actuelle, la méthode de Stanislavski (et de ses successeurs : Meyerhold, Lee Strasberg…) est la plus utilisée (surtout au cinéma) et ceci afin de produire un jeu réaliste, naturel (à ne pas confondre avec jeu naturaliste) qui a pour but de faire croire au spectateur que ce qu'il voit est (au plus proche de) la réalité. 
Dans l'enseignement de l'école russe (dont est née l'école américaine de l'Actors Studio de Lee Strasberg) la notion de personnage est plutôt clairement définie : « le personnage, c'est l'acteur dans les circonstances du texte et/ou de la situation proposée ». Le personnage est donc le résultat de la façon unique et particulière qu'a l'acteur (grâce à son vécu), d'interpréter les circonstances que le texte/metteur en scène lui propose. Un même personnage donnera donc des résultats différents suivant que tel ou tel acteur l'interprétera à tel ou tel moment.
La genèse de la « méthode » de Stanislavski, visible notamment dans ses Cahiers de régie, montre notamment que Stanislavki proposait à ses comédiens, en plus des textes de Tchekhov, des textes de sa main, qui décrivaient la vie intérieure des personnages, de manière que le comédien se concentre autant sur son intériorité que sur les conditions pratiques de la représentation. Par la suite, Stanislavski étoffe cette méthode en suggérant aux comédiens de créer eux-mêmes cette intériorité par un travail réflexif, autobiographique ou autoanalytique, comme le montre la Construction du personnage.

### Personnage: les clichés
Un des problèmes qui se posent à l'acteur (et au metteur en scène) sont les clichés véhiculés par des personnages appelés personnages types. Ces clichés ne sont pas simplement inscrits dans l'esprit du public, dans celui du metteur en scène/directeur d'acteurs (ou coach), mais également dans l'esprit de l'acteur lui-même. Nous pouvons grâce à cela aborder une deuxième notion de ce qu'est le personnage.
Dans la tradition du théâtre (qu'elle soit française, italienne ou autre…), il existe d'innombrables personnages types ou « emplois » ou « rôles », de là vient d'ailleurs l'expression : ce rôle pour cet acteur, c'est un contre-emploi, comme si le personnage préexistait, comme un costume que l'on devrait juste enfiler. (Ici d'ailleurs intervient le mot rôle, qui est d'ailleurs plus proche de la notion de cliché).
Pour bien saisir cette notion, on peut prendre l'exemple des personnages de bande dessinée, dont l'apparence physique et le langage corporel préexistent bel et bien. Il existe de même au théâtre une série de rôles maintes et maintes fois repris, nourris par une tradition théâtrale qui prend ses racines dans un patrimoine culturel ancestral : ces rôles sont donc préexistant. Le théâtre français et la commedia dell'arte regorgent de tels rôles à caractéristiques physiques ou psychologiques préétablis (Sganarelle, la jeune première, le valet…). Ces rôles sont attendus par le public. Ils « doivent » correspondre à l'attente du spectateur. Par exemple, une jeune première doit être jolie, docile et romantique…
Une erreur alors courante pour de jeunes acteurs, face à ce manque de marge de manœuvre, consiste à s'effacer devant leur rôle, à interpréter l'image du personnage, jouer extérieurement et non pas essayer de ressentir leur personnage. Dans ce cas, leur jeu devient souvent une récitation de texte superficielle et calquée sur des clichés qui ne leur appartiennent pas. On dit alors que ça manque de vécu.
Dans le même ordre d'idées. Un acteur connu peut voir son propre personnage prendre l'avantage sur celui de la pièce (ou film). Ainsi lorsque Gérard Depardieu interprète Cyrano de Bergerac, on s'attend à voir le « personnage Depardieu » dans les circonstances du texte d'Edmond Rostand, au risque de tomber, si l'acteur rate son coup, dans le cabotinage.

### Personnage: autres notions
Enfin, dans certains types de théâtre, le personnage dépend moins du texte à interpréter que de la vision du metteur en scène. Ainsi dans le théâtre de Bertolt Brecht, le personnage sert le propos du texte et non ce dernier. Il y a personnage, mais celui-ci est indiqué : on joue à jouer un chinois, on indique que l'on joue un marchand… l'acteur sert ici à raconter une histoire, il ne veut pas faire croire qu'il est le personnage, il le présente. Le metteur en scène, via l'acteur, va se servir ici des outils du théâtre (dont le personnage) pour faire passer le message qu'il a à dispenser… il y a distanciation entre l'acteur et son personnage ainsi qu'entre les personnages et le spectateur : la théâtralité est affichée.

## Personnages de théâtre

### Personnages exemple
- Le valet (voir aussi Arlequin, Pierrot et Colombine)
- La jeune première (voir aussi Isabella)
- Le mari souvent jaloux voire cornu dans les vaudevilles
- Le maître (Harpagon - Molière)

### Personnages marquants
- Hamlet
- Œdipe
- Ruy Blas
- Ubu
- Tartuffe
- Cyrano
- Antigone